# Lista de prisões portuguesas
Esta é uma lista dos Estabelecimentos Prisionais de Portugal.

## Classificação
Em Portugal os Estabelecimentos Prisionais podem ser:
- Centrais;
- Regionais;
- Especiais.

Os Estabelecimentos Prisionais são tutelados, a nível administrativo, pelo Ministério da Justiça, por intermédio da Direção-Geral de Reinserção e Serviços Prisionais.
O Estabelecimento Prisional Militar, em Tomar, é tutelado pelo Ministério da Defesa Nacional.
O controlo judicial pertence aos Tribunais de Execução de Penas, sediados no Porto, Coimbra, Lisboa e Évora.
Em Portugal, são inúmeras as tentativas de fuga registadas por todo o país. Foram 54 fugas que tiveram sucesso. Das 54 fugas registadas com sucesso de prisões portuguesas ao longo da história, apenas uma foi protagonizada por uma reclusa: Maria Helena Ribeiro Francisco, que em 2011 foi condenada a 7 anos de prisão por acesso indevido a informações do Sistema de Informações da República Portuguesa, evadiu-se em 2012 do Estabelecimento Prisional Feminino de Santa Cruz do Bispo, em Matosinhos. Em 2013 após uma investigação dos Serviços Secretos Portugueses, da Policia Judiciária e da Interpol, a reclusa de 28 anos foi intercetada a viver na República Democrática Popular do Laos, na Capital Vienciana. Nesse mesmo ano regressa a Portugal, entregando-se às autoridades com um pedido de habeas corpus. O pedido foi aceite pelo Tribunal Constitucional, tendo a reclusa no dia 28 de Dezembro de 2013 saído em liberdae.

## Estabelecimentos Prisionais

### Jurisdição do Porto
- Estabelecimento Prisional de Braga
- Estabelecimento Prisional de Bragança
- Estabelecimento Prisional de Chaves
- Estabelecimento Prisional de Santa Cruz do Bispo Masculino
- Estabelecimento Prisional de Santa Cruz do Bispo Feminino
- Estabelecimento Prisional de Guimarães
- Estabelecimento Prisional de Izeda
- Estabelecimento Prisional de Lamego
- Estabelecimento Prisional de Paços de Ferreira
- Estabelecimento Prisional do Porto
- Estabelecimento Prisional de Vale do Sousa
- Estabelecimento Prisional de Viana do Castelo
- Estabelecimento Prisional de Vila Real
- Estabelecimento Prisional instalado junto da Polícia Judiciária do Porto

### Jurisdição de Coimbra
- Estabelecimento Prisional de Aveiro
- Estabelecimento Prisional de Castelo Branco
- Estabelecimento Prisional de Coimbra
- Estabelecimento Prisional de Covilhã
- Estabelecimento Prisional da Guarda
- Estabelecimento Prisional de Leiria
- Estabelecimento Prisional de Torres Novas
- Estabelecimento Prisional de Viseu

### Jurisdição de Lisboa
- Estabelecimento Prisional de Alcoentre
- Estabelecimento Prisional de Angra do Heroísmo
- Estabelecimento Prisional de Caldas da Rainha
- Estabelecimento Prisional da Carregueira
- Estabelecimento Prisional de Caxias
- Estabelecimento Prisional do Funchal
- Estabelecimento Prisional do Linhó
- Estabelecimento Prisional de Lisboa
- Estabelecimento Prisional de Monsanto
- Estabelecimento Prisional do Montijo
- Estabelecimento Prisional de Ponta Delgada
- Estabelecimento Prisional de Sintra
- Estabelecimento Prisional de Tires
- Estabelecimento Prisional de Vale de Judeus
- Estabelecimento Prisional instalado junto da Polícia Judiciária de Lisboa
- Cadeia de Apoio da Horta

### Jurisdição de Évora
- Estabelecimento Prisional de Beja
- Estabelecimento Prisional de Elvas
- Estabelecimento Prisional de Faro
- Estabelecimento Prisional de Odemira
- Estabelecimento Prisional de Olhão
- Estabelecimento Prisional de Pinheiro da Cruz
- Estabelecimento Prisional de Setúbal
- Estabelecimento Prisional de Silves

### Prisões Especiais
- Estabelecimento Prisional Militar (Tomar)
- Estabelecimento Prisional de Évora
- Estabelecimento Prisional de Leiria (Jovens)
- Hospital Prisional de São João de Deus (Caxias)

## Cadeias Históricas
- Cadeia do Aljube
- Cadeia da Relação do Porto
- Forte de Peniche
- Cadeia do Limoeiro